# SMS Magnet (1896)
Az SMS Magnet az Osztrák–Magyar Monarchia Magnet-osztályú torpedóhajója (őrhajója) volt az első világháborúban. Testvérhajója nem volt.

## Pályafutása
1895. szeptember 14-én megkezdték az építését. 1896 márciusában jóváhagyták a nevét. Március 21-én vízre bocsátották. Június 14-én dokkolásra Pillauba vontatták. Június 26-án végrehajtotta a hivatalos átvételi próbautat, melyen 25,97 csomó sebességet ért el. Az átlagsebessége 1,72 csomóval volt több, mint amit a szerződésben előírtak. Ebben az időben a császári és királyi Flotta leggyorsabb hajója volt. 1897. november 26-án szolgálatba állították, és kifutott Pólából Kréta blokádjára. 1900-ban tartalékban volt, és kazánjavítást hajtottak végre rajta. 1902. szeptember 1-3. között részt vett a császár jelenlétében megtartott isztriai partraszállási gyakorlaton. 1906-ban kicserélték a kazánokat és a hajócsavar tengelyeket. 1907. június 15. – szeptember 15. között a Hajórajban szolgált, majd azután a főgépeit javították. 1909-ben javították. Március 15. – április 14. között a 2. Divízióban szolgált. Április 23-án kifutott Pólából a levantei nemzetközi flottatüntetésre. 1911-ben néhány vontatási feladatot hajtott vége. Szeptember 10-én leszerelték, majd kicserélték a kazánjait, általános nagyjavításnak vetették alá a gépi- és kazánberendezéseit, továbbá megnagyobbították a parancsnoki hídját.
1914-ben Lussinban volt állomáshajó. Augusztus 1-jén rövid időre Porto Rébe ment a Hajógyárba. Szeptember 19-én az állítólagos szabadcsapatok partraszállása miatt őrjáratozott a partok mentén. November 9-én dokkolásra Polába érkezett. Kapott egy rádióállomást, új kabinokat alakítottak ki a hátsó kémény mögötti fedélzeti felépítményben.
1915-ben Lussinban állomásozott. Február 4-én felderítést hajtott végre Cherso előtt. Február 9-én és április 26-án ellenséges tengeralattjárók után kutatott. Június 8-án az olasz Città di Ferrara léghajót üldözte. 1916. augusztus 2-án 09.35-kor a Galiola zátonyon megfeneklett Giacinto Pullino olasz tengeralattjáró mentési munkáiról Lussinba visszatérő útján a Salpa olasz tengeralattjáró négy torpedót lőtt ki rá. Egy torpedó eltalálta a tatját és a tiszti étkezdéig felszakította a hajótestet, de a hajó úszóképes állapotban maradt. A veszteség 11 halott és 7 sebesült. Pólába vontatták javításra. Tatfedélzetét megrövidítették és lekerekített fartükröt kapott. November 12-én próbautat tett, melyen 20,23 cs sebességet ért el. December 23-án Lussinba ment. 1917-ben Lussinban állomásozott. Június 23-án a Silo szirt jelzőfénye megtévesztett egy ellenséges tengeralattjárót, mely megfeneklett, és a Magnet 13 lövést adott le rá, melyből 3 talált. November 25-én Triesztbe kísért egy konvojt. Ezután további konvojkíséréseket és tengeralattjáró kereséseket hajtott végre.
1918. február 8-án Pólából Lussinba hajózott. Augusztus 11-én a pag-szigeti St. Vito közelében megtorpedózott Euterpe gőzös mentésében segédkezett, és a fedélzetén lévő 925 főből kb. 450-et kimentett. Augusztus 23-án Premudától délre egy ellenséges tengeralattjáróra nyitott tüzet, majd vízibombákat dobott le rá. A háború végéig 7 konvojkísérő utat, és 2 tengeralattjáró-üldözést hajtott végre. 1920-ban Olaszország kapta meg lebontásra.